# Virgin Cola
Virgin Cola était une marque de cola appartenant au groupe anglais Virgin et concurrente de Coca-Cola et Pepsi-Cola.
Virgin Cola a été lancée en Grande-Bretagne en 1994 et son image a été endossée par Nicole Richie, Nicky Hilton, et Ashlee Simpson.
Les bouteilles de Virgin Cola peuvent se distinguer des autres boissons au cola de par leur bouteille en plastique qui sont recouvertes d'une couleur chromée opaque. La pammy (le nom de la bouteille) reprend les formes pulpeuses d'une actrice d'Alerte à Malibu, Pamela Anderson.
La fin de la production est arrivée en 2012. Aucune société n'a acquis la licence britannique de Virgin Cola à sa place.